# Jonair
Jonair Affärsflyg AB ist eine schwedische Fluggesellschaft mit Sitz in Umeå und Basis auf dem Flughafen Umeå.

## Dienstleistungen
Die 1973 gegründete Jonair bietet Charterflüge und Hubschrauberflüge an.
Seit März 2015 betreibt Jonair die Route Luleå – Pajala. Die Route wird im Auftrag der schwedischen Transportbehörde im Rahmen einer gemeinwirtschaftlichen Verpflichtung (public service obligation) betrieben. Die Flüge können nur über die Webseite jonair.worldticket.net gebucht werden. Ende Juli 2019 gab die schwedischen Transportbehörde bekannt, dass Jonair ab Oktober 2019 neben der Route Luleå – Pajala noch die Routen Stockholm/Arlanda – Mora-Siljan – Sveg und Umeå – Åre Östersund bedienen wird.

## Flotte
Mit Stand März 2023 besteht die Flotte der Jonair aus sechs Flugzeugen und einem Hubschrauber:

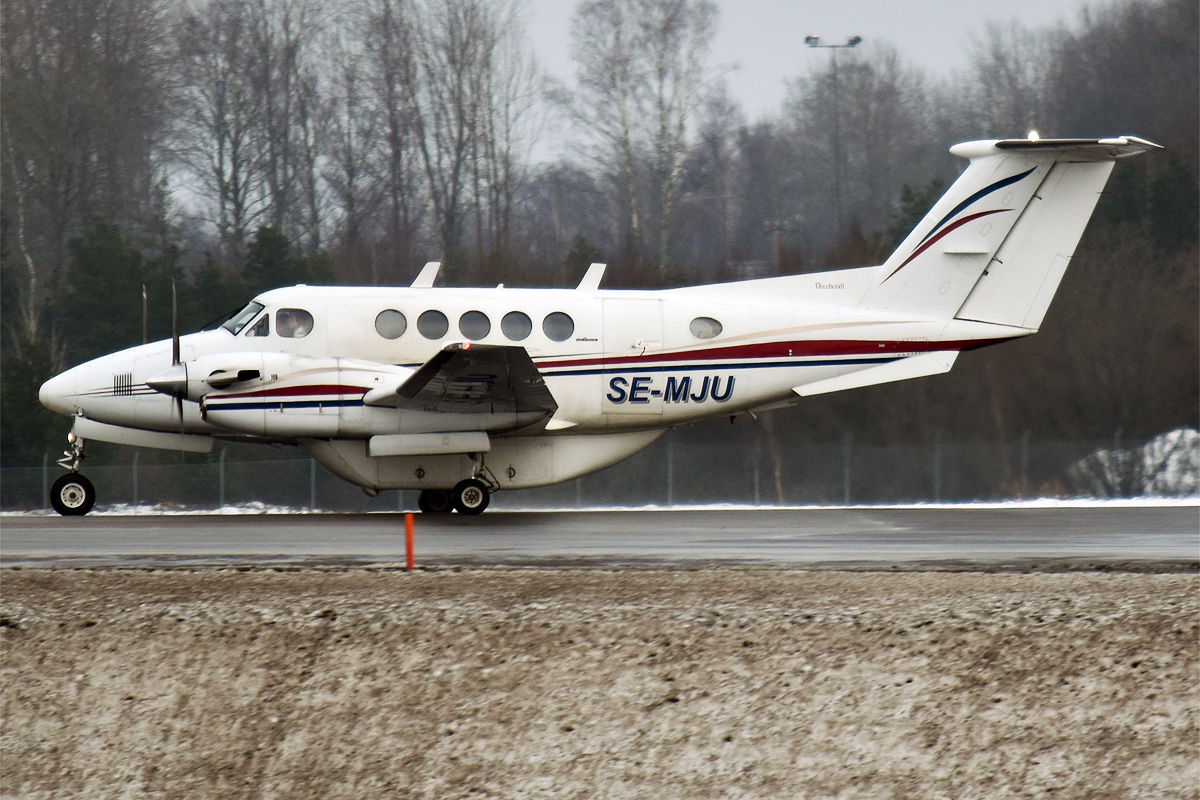
Beeachcraft Super King Air B200 SE-MJU von Jonair

| Flugzeugtyp                    | Anzahl    | bestellt  | Luftfahrzeugkennzeichen | Anmerkungen            | Sitzplätze |
| Flugzeuge                      | Flugzeuge | Flugzeuge | Flugzeuge               | Flugzeuge              | Flugzeuge  |
| ------------------------------ | --------- | --------- | ----------------------- | ---------------------- | ---------- |
| Beechcraft 1900C               | 1         |           | SE-MHU                  |                        | 19         |
| Beechcraft Super King Air 200  | 1         |           | SE-LTL                  |                        | 08         |
| Beechcraft Super King Air B200 | 2         |           | SE-KVL                  |                        | 08         |
| Beechcraft Super King Air B200 | 2         | SE-MJU    |                         |                        | 08         |
| Cessna Citation 560XL          | 1         |           | SE-RIJ                  | Geschäftsreiseflugzeug | 09         |
| Piper PA31-350 Chieftain       | 1         |           | SE-FNE                  |                        | 08         |
| Hubschrauber                   |           |           |                         |                        |            |
| Airbus EC120B                  | 1         |           | SE-JJM                  |                        | 04         |
| Gesamt                         | 7         |           |                         |                        |            |